# Vaccinium
- Commons
- Wikispecies

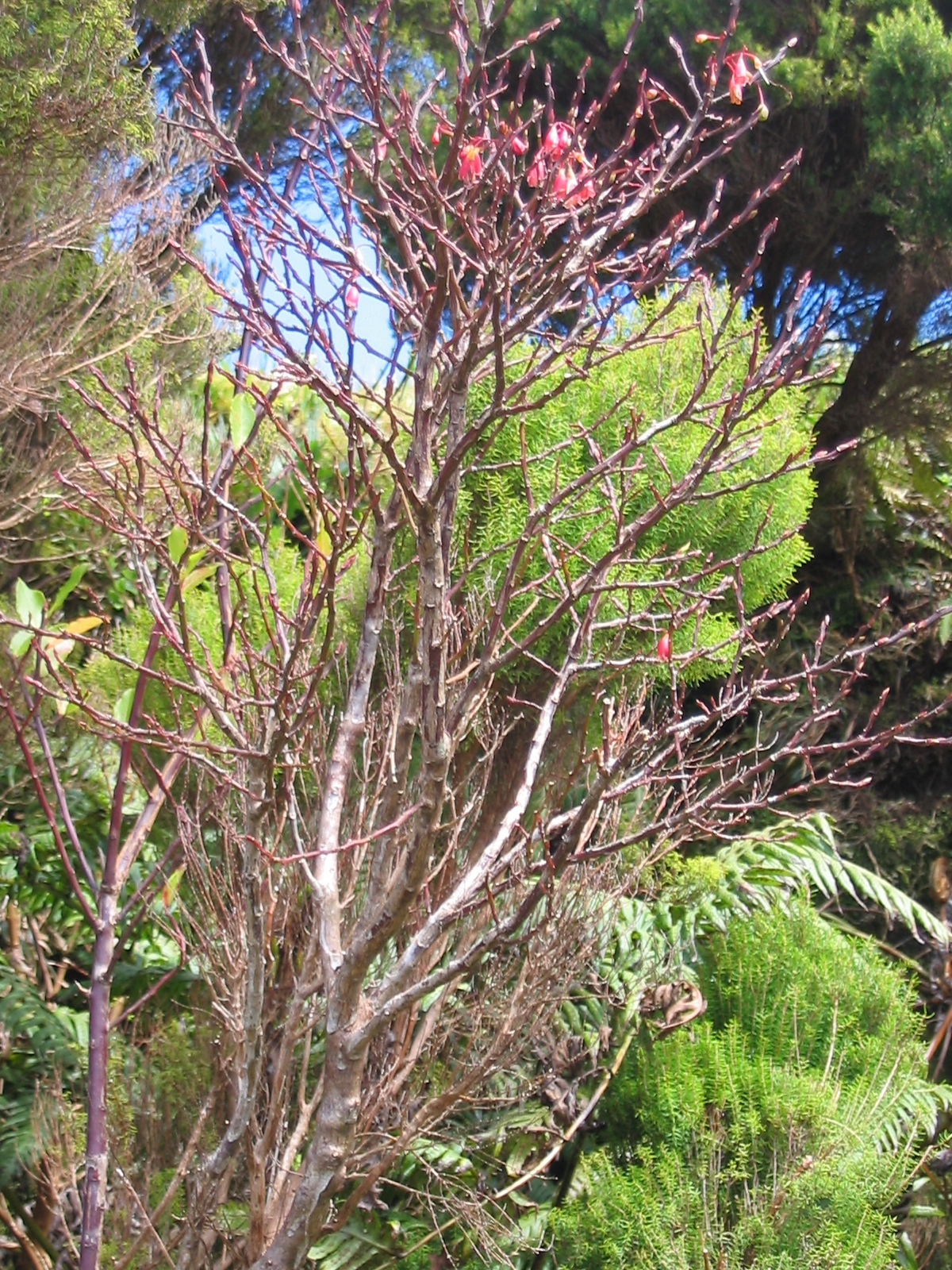
Vaccinium cylindraceum

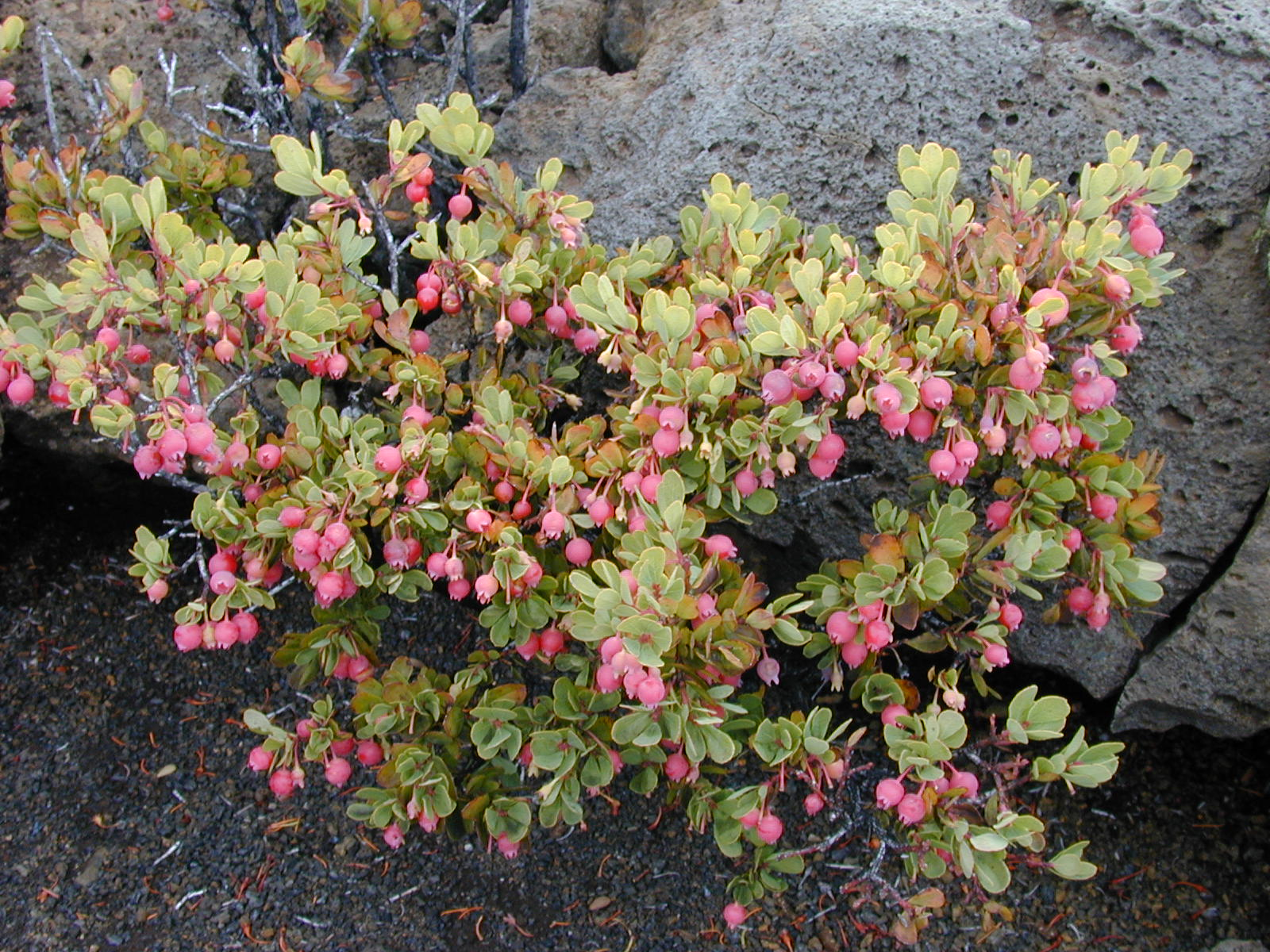
Vaccinium reticulatum

Vaccinium L. é um género botânico pertencente à família Ericaceae. As espécies deste género e seus frutos têm as seguintes designações vulgares: vacínio, mirtilo, arando, airela e uva-do-monte.

## Sinonímia
- Hornemannia Vahl
- Hugeria Small
- Oxycoccus Hill
- Neojunghuhnia Koord.
- Rigiolepis Hook.f.

## Subgéneros

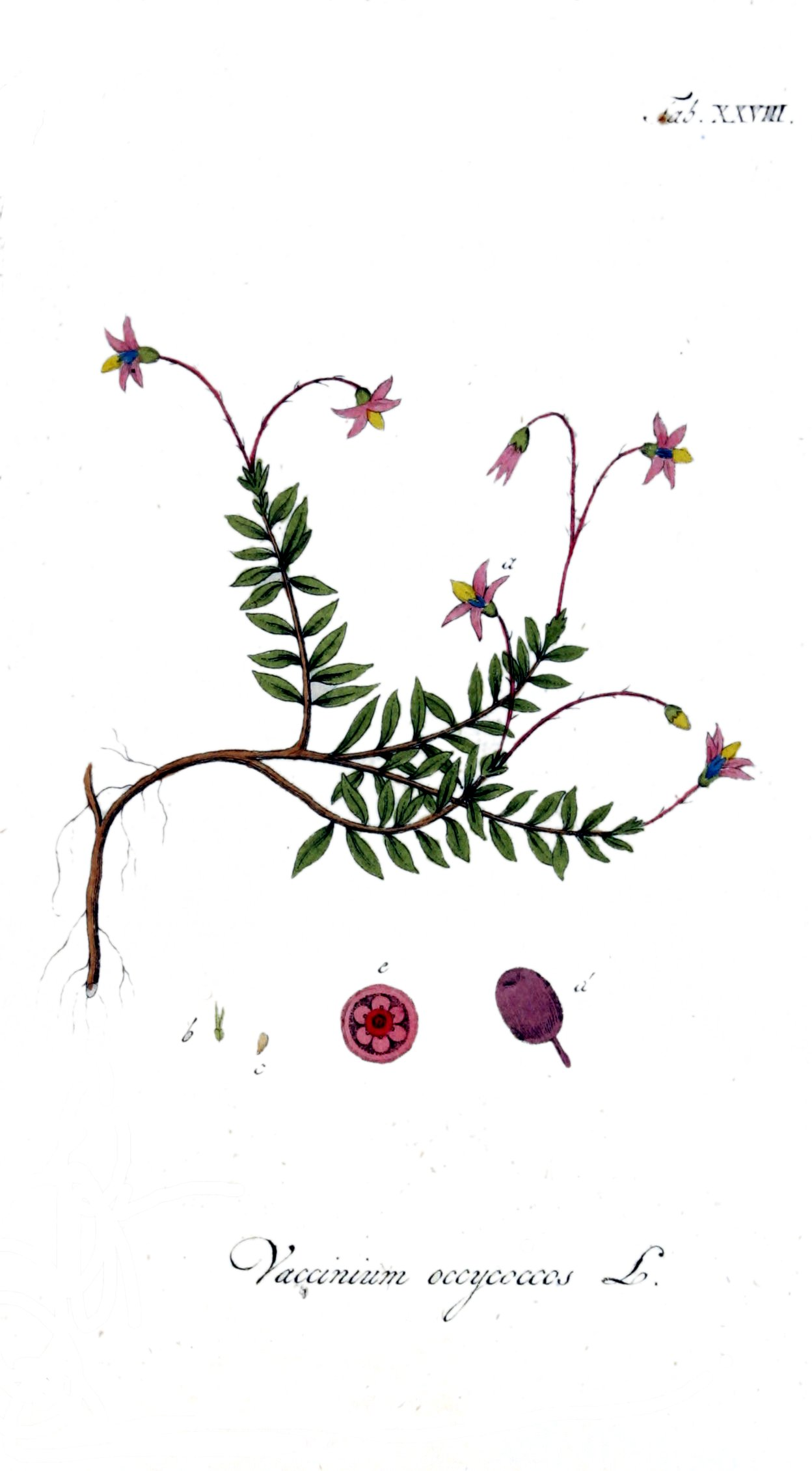
Vaccinium oxycoccos

Uma classificação anterior à filogenia molecular divide vaccinium em subgéneros e várias secções:
Subgénero Oxycoccuscom ramos esguios e rastejantes, não lenhosos, e com flores de pétalas reflexas. Alguns botânicos tratam  Oxycoccus como um género distinto. Nomes vulgares: oxicoco, airela, mirtilo-vermelho, arando-vermelho.
- Sect. Oxycoccus
  - Vaccinium macrocarpon
  - Vaccinium oxycoccos
- Sect. Oxycoccoides
  - Vaccinium erythrocarpum

Subgénero Vacciniumtodas as restantes espécies, com ramos mais grossos, eretos e lenhosos, e flores em forma de sino.
- Sect. Batodendron
  - Vaccinium arboreum
  - Vaccinium crassifolium
- Sect. Brachyceratium
  - Vaccinium dependens
- Sect. Bracteata
  - Vaccinium acrobracteatum
  - Vaccinium barandanum
  - Vaccinium bracteatum
  - Vaccinium coriaceum
  - Vaccinium cornigerum
  - Vaccinium cruentum
  - Vaccinium hooglandii
  - Vaccinium horizontale
  - Vaccinium laurifolium
  - Vaccinium lucidum
  - Vaccinium myrtoides
  - Vaccinium phillyreoides
  - Vaccinium reticulatovenosum
  - Vaccinium sparsum
  - Vaccinium varingifolium
- Sect. Ciliata
  - Vaccinium ciliatum
  - Vaccinium oldhamii
- Sect. Cinctosandra
  - Vaccinium exul
- Sect. Conchophyllum
  - Vaccinium corymbodendron
  - Vaccinium delavayi
  - Vaccinium emarginatum
  - Vaccinium griffithianum
  - Vaccinium meridionale
  - Vaccinium moupinense
  - Vaccinium neilgherrense
  - Vaccinium nummularia
  - Vaccinium retusum
- Sect. Cyanococcus - mirtilos-azuis
  - Vaccinium angustifolium
  - Vaccinium boreale
  - Vaccinium caesariense
  - Vaccinium corymbosum
  - Vaccinium darrowii
  - Vaccinium elliottii
  - Vaccinium formosum
  - Vaccinium fuscatum
  - Vaccinium hirsutum
  - Vaccinium koreanum mirtilo-azul
  - Vaccinium myrsinites mirtilo-azul
  - Vaccinium myrtilloides
  - Vaccinium pallidum Ait.
  - Vaccinium simulatum
  - Vaccinium tenellum
  - Vaccinium virgatum
- Sect. Eococcus
  - Vaccinium fragile
- Sect. Epigynium
  - Vaccinium vacciniaceum
- Sect. Galeopetalum
  - Vaccinium chunii
  - Vaccinium dunalianum
  - Vaccinium glaucoalbum
  - Vaccinium urceolatum
- Sect. Hemimyrtillus
  - Vaccinium arctostaphylos
  - Vaccinium cylindraceum
  - Vaccinium hirtum
  - Vaccinium padifolium
  - Vaccinium smallii
- Sect. Myrtillus -
  - Vaccinium calycinum Sm.
  - Vaccinium cespitosum
  - Vaccinium deliciosum
  - Vaccinium dentatum Sm.
  - Vaccinium membranaceum
  - Vaccinium myrtillus - mirtilo
  - Vaccinium ovalifolium
  - Vaccinium parvifolium - mirtilo-vermelho, arando-vermelho
  - Vaccinium praestans
  - Vaccinium reticulatum Sm.
  - Vaccinium scoparium
- Sect. Neurodesia
  - Vaccinium crenatum
- Sect. Oarianthe
  - Vaccinium ambyandrum
  - Vaccinium cyclopense
- Sect. Oreades
  - Vaccinium poasanum
- Sect. Pachyanthum
  - Vaccinium fissiflorum
- Sect. Polycodium
  - Vaccinium stamineum L. - (América do Norte Oriental)
- Sect. Pyxothamnus
  - Vaccinium consanguineum
  - Vaccinium floribundum
  - Vaccinium ovatum Pursh - (Costa Oeste América do Norte)
- Sect. Vaccinium
  - Vaccinium uliginosum L. - mirtilo-azul (América do Norte e Eurásia)
- Sect. Vitis-idaea
  - Vaccinium vitis-idaea L. - mirtilo-vermelho, arando-vermelho (América do Norte e Eurásia)
- Lista completa

## Classificação do gênero
| Sistema | Classificação                     | Referência               |
| ------- | --------------------------------- | ------------------------ |
| Linné   | Classe Octandria, ordem Monogynia | Species plantarum (1753) |